# 元举
元举（503年—527年），字景昇，河南洛阳人，北魏宗室。

## 先祖
景穆皇帝拓跋晃玄孙，征南大将军、开府仪同三司、雍州刺史、南安惠王拓跋桢曾孙，镇西大将军、都督东秦邠夏三州诸军事、西戎校尉、统万突镇都大将、邠州刺史、章武烈王元彬之孙。

## 生平
元举年九岁时，父母前后去世，年青时为青州骑兵参军事。伯父章武王元融还都，元举转员外侍郎。孝昌三年（527年）三月廿七日在京师洛阳澄海乡绥武里去世，时年二十五岁。武泰元年（528年）二月廿一日己酉葬在邙山倍帝之陵。

## 家庭

### 父
- 元竫，字安兴，为宁远将军、青州刺史。

### 母
- 冯氏，昌黎王冯熙女，南平王冯诞妹。

### 妻
- 勃海高氏，父高聿，为黄门郎、武卫将军、夏州刺史、抚军将军、金紫光禄大夫，母即元竫姑。

## 传记資料
- 《大魏故员外散骑侍郎元君墓志铭》